# Ernst May

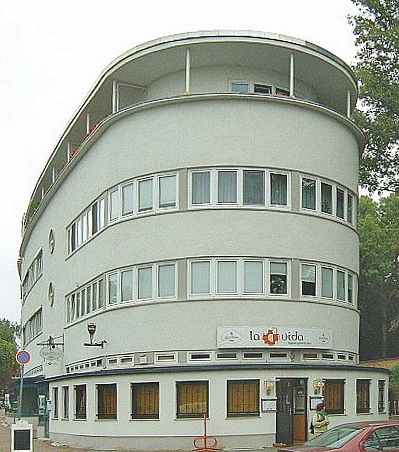
Il Rundling nella Römerstadt a Francoforte

Ernst May (Francoforte sul Meno, 27 luglio 1886 – Amburgo, 11 settembre 1970) è stato un architetto e urbanista tedesco.

## Biografia
Fu tra gli artefici principali del funzionalismo. Nel 1921 partecipò al concorso per il piano regolatore di Breslavia, e dal 1925 al 1930 ricoprì la carica di assessore all'edilizia di Francoforte, di cui stese il piano regolatore e realizzò numerosi quartieri residenziali: Römerstadt, Praunheim, Westhausen, Höhenblick. Fu inoltre fondatore e direttore della rivista Zeitschrift Das Neue Frankfurt, dal 1926 al 1930.
Nel 1930 si trasferì in Unione Sovietica, dove rimase per tre anni, impostando i piani per nuove città industriali e proponendo l'espansione di Mosca (1932). In seguito lavorò prima in Kenya, poi in Uganda, fino al 1954.

## Opere
- Quartieri di abitazione rurale in Slesia (1919 - 1925)
- Scuola sperimentale di Bornheimer Hang (1928 - 1930)
- Scuola e clinica a Kisumu, Kenya (1950 - 1951)
- Centri residenziali Grünhöfe, Bremerhaven (1954 - 1955)
- Centri residenziali Neue Altona, Amburgo (1955)